# Gualcince
Gualcince es un municipio del departamento de Lempira en la República de Honduras.

## Toponimia
Antes fue llamado "Gualán".

## Geografía física

### Ubicación
El pueblo está situado en un punto dominante; se ubica a 78 km de la ciudad de Gracias. El municipio tiene una extensión territorial de 162.8 km².
|                              | Norte: San Andrés | Nordeste: Erandique |
| Oeste: Valladolid            |                   | Este: Piraera       |
| Suroeste: Mapulaca La Virtud | Sur: Candelaria   |                     |

### Orografía
El municipio de Gualcince cuenta con montañas enormes cubiertas de pinos. Entre las que se encuentran los cerros llamados Congolón, Mayapaquín, Contao y Escalería. Tales montañas son propicias para la siembra de café. También favorecen que haya varias fuentes de agua.

### Hidrografía
El municipio está situado en la cuenca hidrográfica del Lempa. El oriente del municipio, incluyendo la cabecera, está situado en la subcuenca Guarajambala Jupal; el occidente está situado en la subcuenca Mocal.
En el municipio no hay ríos de importancia, se encuentran los riachuelos de El Patio, Cobobo, San Marcos, Quebrada Honda, Yucal, Monchoco y Mocal, que separan la jurisdicción de Gualcince de las de San Andrés y La Virtud.

### Clima
En las montañas es bastante frío, principalmente en el cerro Congolón; es caliente en los bajos y en las riberas del Mocal.

## Naturaleza

### Flora
Las plantas medicinales e industriales que se encuentran en el municipio son zarzaparrilla, quina, copalchi, jengibre, saúco, valeriana, mechoacán, ipecacuana, guaco y copalillo. Entre los árboles están el liquidámbar, pino resinoso, caoba, cedro, laurel, palo negro, junera, encino, roble, almendro, copinol, brasil y tontolo.

### Geología
La mayoría de los suelos en el municipio son clasificados como Suelos de los valles, que son los suelos que comprenden la mayor parte de la superficie de Honduras apta para el cultivo intensivo. Una porción del centro del municipio está clasificado como suelo Salalica; son suelos no-calizos de textura franco arcillosos, rojizos cafés, bien avenados, relativamente profundos y formados sobre rocas máficas e ignimbritas. Otra porción en el oriente del municipio es clasificado como suelo Milile, relacionado con el Salalica; los suelos Milile son andosoles de textura franco limosos, de color oscuro, bien avenados, profundos y formados sobre cenizas volcánicas.

### Zonas protegidas
Al norte del municipio queda el parque nacional Congolón, Coyocutena y Piedra Parada (PANACON), en el cual se ubica el Cerro Congolón.

## Historia
No se tiene un dato exacto para su fundación pero se ha encontrado en libros de registro[¿cuál?] la información que en 1576 fue construida la primera iglesia católica del pueblo.[cita requerida] Por el año de 1568, ya había sido construida una ermita en el sitio donde luego se construyó la primera iglesia.
En el censo de población de 1791 era la cabecera del Curato de Cerquin; la parroquia fue fundada en 1817.
Durante la anexión de las provincias de Centroamérica al Imperio Mexicano, el ejército de la provincia de San Salvador al mando del comandante coronel Antonio José Cañas tuvo que abandonar su plaza en San Salvador después de que esta fue ocupada por las fuerzas del general Vicente Filísola en el 9 de febrero de 1823.  Unos 200 hombres se retiraron a Zacatecoluca, de ahí marcharon a Sensuntepeque, donde el mando del ejército salvadoreño fue entregado al teniente coronel Rafael Castillo. No creyéndose seguros en Sensuntepeque, cruzaron el río Lempa e ingresaron a la provincia de Comayagua, donde marcharon hasta el pueblo de Gualcince; ahí tuvieron mejor disposición de parte de los habitantes y estaban colocados en una plaza que consideraban inexpugnable; más el general Filísola obligó desde Mapulaca al ejército salvadoreño a capitular en el 21 de febrero. El general Filísola procedió a expedir pasaportes a los jefes y oficiales que quisieron salir de la provincia. Pero esta victoria fue corta porque al regresar a San Salvador, el general recibió oficialmente el Plan de Casa Mata, que mudó el aspecto político de México de una forma que resultó en la independencia política de las provincias centroamericanas.
En 1840, se le otorgó al pueblo la categoría de municipio.
En 1851, en el lugar llamado Chulunque en la demarcación de Gualcince (en la jurisdicción de la Aldea de Tenango), el párroco de Belén Gualcho descubrió una mina de plata.

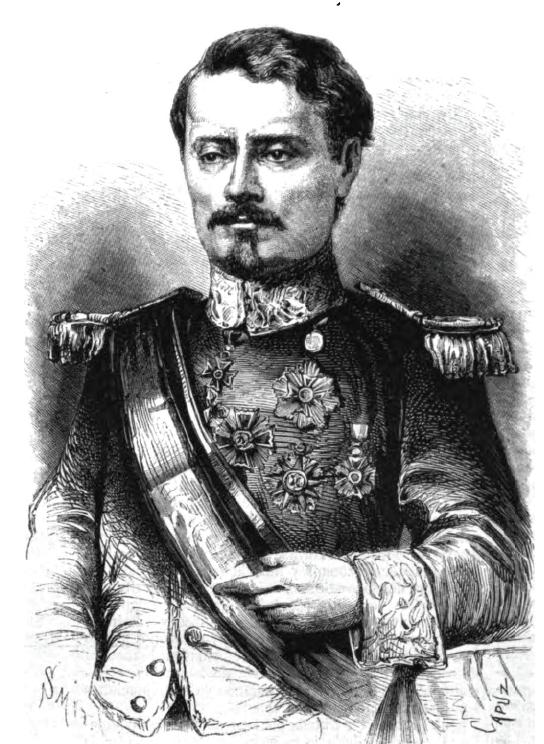
General José María Medina.

En agosto de 1876, el presidente provisional general José María Medina recibió en Gualcince una nota del presidente de El Salvador, el doctor Rafael Zaldívar, para que reconozca un nuevo gobierno en Honduras encabezado por el doctor Marco Aurelio Soto. En el 18 de agosto, Medina hace una proclama a los ciudadanos de Honduras en el que dijo haber hecho firme resolución de no regresar al ejercicio del poder supremo que se le fue entregado en el 11 de junio por el expresidente Crescencio Gómez, reconoce a Marco Aurelio Soto como presidente e intenta desmentir rumores de que el gobierno de Guatemala intentaba dominar a Honduras. Días más tarde, en el 21 de agosto, emitió un decreto nombrando al doctor Marco Aurelio Soto como presidente provisional de Honduras; en seguida, se retiró a Gracias y el gobierno de Soto fue inaugurado en el 27 de agosto en la isla de Amapala.
Entre 1876 y 1877, a iniciativa del padre Felipe Cruz, se construyó la Iglesia de la Inmaculada Concepción; uno de los principales cooperadores de esta obra fue el alcalde don Guillermo Canales, quien además donó las campanas de la iglesia en 1876.
En la división política de 1889 es uno de los municipios del Distrito de Candelaria.

## Geografía humana

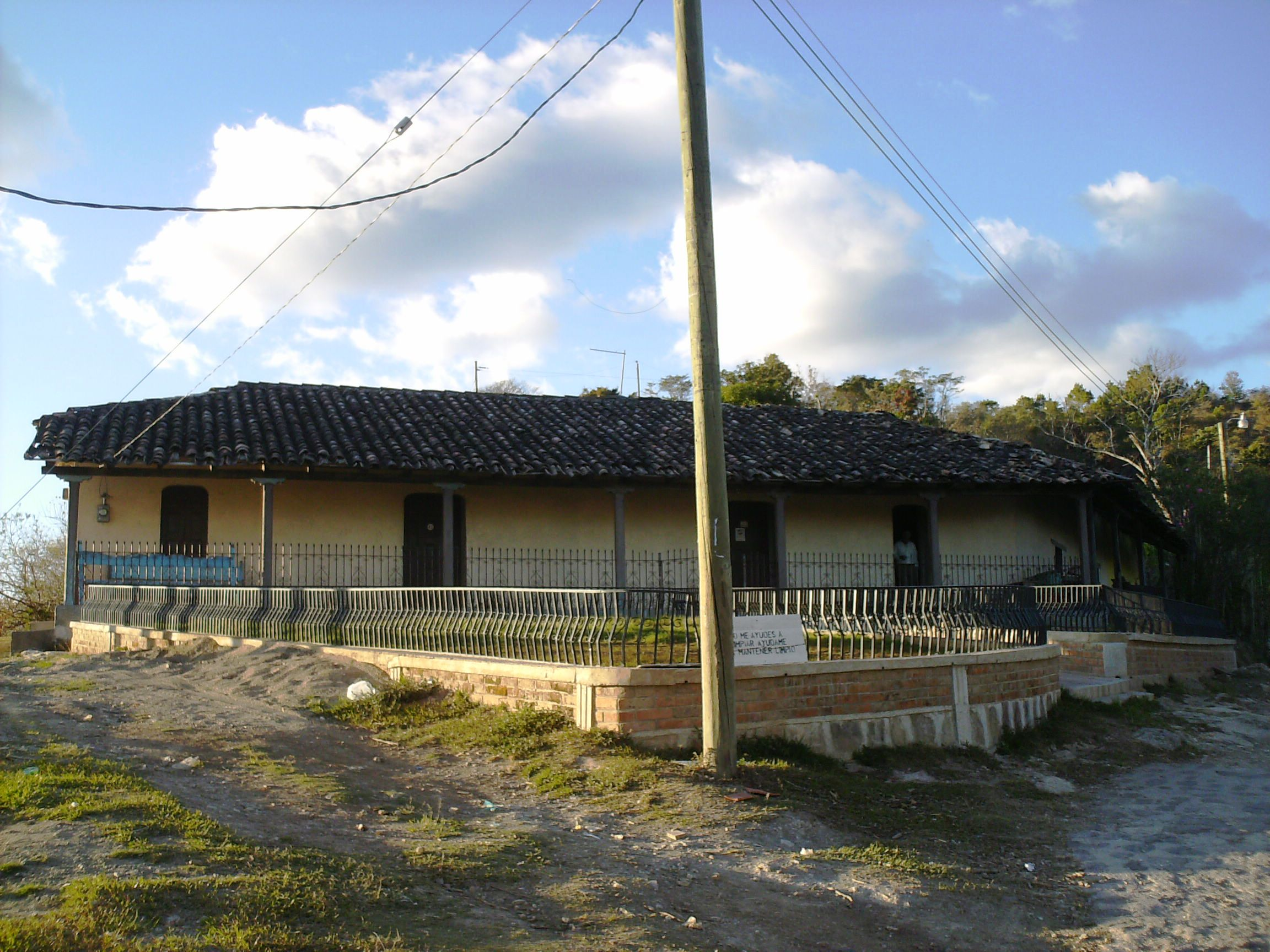
Alcaldía Municipal de Gualcince

### Organización territorial
El municipio de Gualcince tiene 12 aldeas y 103 caseríos.
| Código | Aldea              |
| ------ | ------------------ |
| 130601 | Gualcince          |
| 130602 | Congolón           |
| 130603 | Guacual            |
| 130604 | Gualcea            |
| 130605 | Guatemalita        |
| 130606 | Quesungual         |
| 130607 | Santa Cruz         |
| 130608 | Santo Tomás        |
| 130609 | San Marcos Cerique |
| 130610 | San Marcos Mora    |
| 130611 | Tenango            |
| 130612 | Tixila             |

### Demografía
Este municipio contaba en el año 2013 con 11,295 habitantes. De acuerdo a proyecciones elaboradas por el año INE se espera tener para el año 2020, un aproximado de 12,189 habitantes.
Existen mestizos y los descendientes indígenas, representan la segunda mayoría.

#### Demografía histórica
Para 1905, el municipio tenía 3,052 habitantes.

### Transportes
Se debe pasar por San Juan en Intibucá y por los municipios de Santa Cruz y San Andrés en Lempira. Tiene 2 accesos ambos se desprenden de la misma carretera que dirige a los demás municipios fronterizos.

### Economía
La geografía hace que el café sea la agricultura ideal para este municipio, por lo que se ha convertido en la principal actividad económica. Los cultivos de maíz y frijoles no pueden faltar ya que son parte de la cultura culinaria del país. Las legumbres y vegetales son escasas y se tienen que traer de otros municipios e incluso de otros departamentos, siendo más común de Intibucá. Los productos agrícolas listados en 1905 eran maíz, trigo, frijoles, patatas, café, plátanos, caña de azúcar, duraznos, arroz, maicillo, añil, cacao, yuca y camote. También existe la ganadería pero en pequeñas cantidades.

#### Turismo

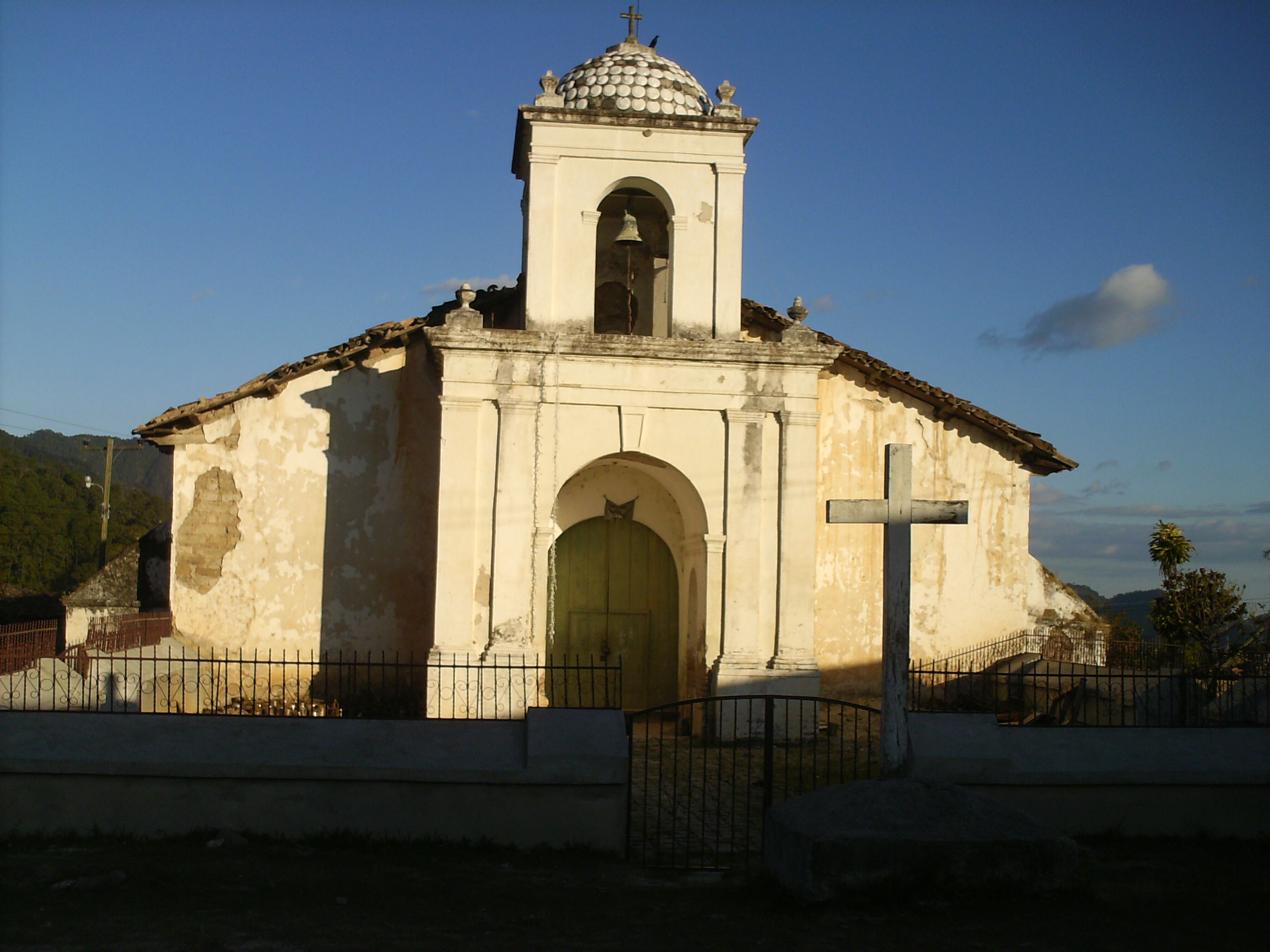
Antigua Iglesia Colonial en Gualcince

Gualcince ofrece edificaciones antiguas, como la iglesia y algunas casas barrocas.
Los pinares resultan muy agradables a la vista, pues parecen no terminar. El Mirador Natural propio de la Cabecera Municipal, brinda una estadía confortable y espiritual al observar los ocasos más espectaculares de la región. 

## Servicios públicos
La localidad cuenta con energía eléctrica. existe un Hospital y un centro de salud. Existe un hospedaje, tiendas de abarrotes. El agua potable se obtiene de numerosos afluentes que nacen en diferentes puntos de las montañas que rodean el municipio

## Cultura

### Fiesta Patronal
La fiesta patronal de la Inmaculada Concepción ocurre en los 8 de diciembre.

### Gastronomía
Las pupusas de Flor de Loroco son muy populares.

### Medios de comunicación
Cuenta con servicios de comunicaciones móviles. Al igual que en los municipios del sur de Lempira, se tiene bastante influencia de cadenas de televisión y radio salvadoreña.